# Sida ovalis
Sida ovalis är en malvaväxtart som beskrevs av Vincenz Franz Kosteletzky. Sida ovalis ingår i släktet sammetsmalvor, och familjen malvaväxter. Inga underarter finns listade i Catalogue of Life.